# Richū
Richū (jap. 履中天皇, Richū-tennō; * 336 (?); † 15. März 405) war nach den Geschichtsbüchern Kojiki und Nihonshoki der 17. Tennō von Japan (400–405). Er herrschte vermutlich im frühen 5. Jahrhundert. Historiker identifizieren ihn mit dem japanischen König San (chinesisch 讃) in Dokumenten aus dem Kaiserreich China, wie dem Song Shu. Andere vermuten, dass San mit Nintoku-tennō identisch ist. Doch nach chinesischen Dokumenten hatte San einen Bruder namens Chin. Wenn er mit San identisch war, starb er vor 438 und Chin war Richūs Bruder Hanzei.
Nach Kojiki und Nihonshoki war er der erste Sohn des Nintoku-tennō und dessen Gemahlin Iwanohime. Sein Eigenname war Ōe no Izahowake (Kronprinz Izahowake).
Er hatte zwei Söhne und zwei Töchter.
Begraben ist Richū im Südgrab der Ebene Mozu no mimihara (百舌鳥耳原南陵, Mozu no mimihara no minami no misasagi), dem Kamiishizu-Misanzai-Kofun (上石津ミサンザイ古墳) in Ishizugaoka, Sakai. Dieser ist mit 360 m Länge und 18,6 m Höhe der drittgrößte Grabhügel Japans.